# Hermann Busenbaum

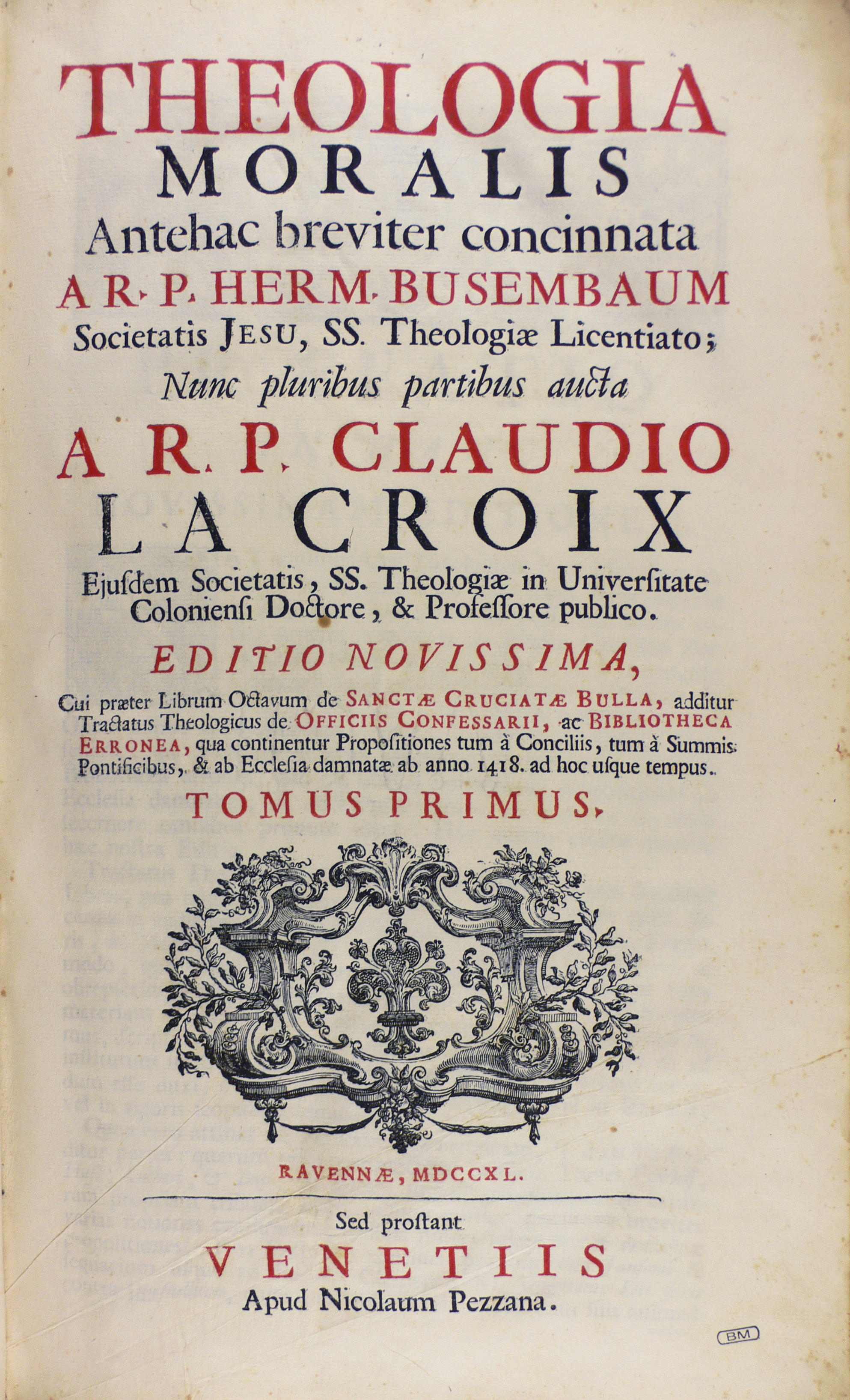
Theologia moralis, 1740 (Milano, Fondazione Mansutti)

Hermann Busenbaum bzw. Busembaum (* 19. September 1600 in Nottuln; † 31. Januar 1668 in Münster) war ein Jesuit und Theologe.

## Leben und Wirken
Hermann Busenbaum ist bekannt als ein Meister der Kasuistik. Aus seinen Vorlesungen an der Kölner Universität erwuchs das Buch Medulla theologiae moralis, facili ac perspicua methodo resolvens casus conscientiae (1645). Dieses Buch gilt als Standardwerk; bis zum Jahr 1776 erschien es in mehr als zweihundert Druckausgaben. P. Claude Lacroix (1652–1714) hat durch umfangreiche Kommentierung das ursprüngliche Werk auf zwei starke Bände erweitert; dessen Ausgabe wurde in zwei Foliobänden in Deutschland (1710–1714) und Frankreich (1729) herausgegeben. Es wurden die Abschnitte über Mord und besonders Königsmord stark erweitert. Im Zusammenhang mit Damiens’ Attentat auf den französischen König Ludwig XV. geriet dieses Buch ins Blickfeld des Parlement. In Toulouse wurde schließlich die Medulla im Jahre 1757 öffentlich verbrannt, obwohl die problematischen Passagen vom Jesuitenkollegium zurückgenommen worden wären.
Busenbaum schrieb außerdem ein Buch über das asketische Leben (Lilium inter spinas). Er wurde Rektor des Jesuitischen Kollegiums von Hildesheim, zuletzt in Münster, wo er auch der Beichtvater von Bischof Christoph Bernhard Graf von Galen war.